# František Štika
František Štika (* 15. ledna 1960, Praha, Československo) je bývalý československý házenkář, pravá spojka. Po skončení aktivní kariéry působí jako trenér.
S týmem Československa hrál na letních olympijských hrách v Soulu v roce 1988, kde tým skončil na 6. místě. Nastoupil v 1 utkáních a dal 4 góly. Třikrát startoval na mistrovství světa. Na klubové úrovni hrál v letech 1976–1984 za Duklu Praha, dále hrál i za Slavii Praha, Orbis Praha, Spartu Praha, Bad Neustadt, Roding, Nabburg a Jičín.